# أنتوني غرين
أنتوني غرين (بالإنجليزية: Anthony Green)‏ هو مغني أمريكي، ولد في 15 أبريل 1982.

## وصلات خارجية
- أنتوني غرين على موقع ميوزك برينز (الإنجليزية)
- أنتوني غرين على موقع أول ميوزيك (الإنجليزية)
- أنتوني غرين على موقع ديسكوغز (الإنجليزية)